# Большая задняя прямая мышца головы
Большая задняя прямая мышца головы (лат. Musculus rectus capitis posterior major) располагается между остистым отростком осевого позвонка (II-го шейного) и латеральным отростком нижней выйной линии затылочной кости.

## Функция
Движение головы назад при двустороннем сокращении, назад и в сторону — при одностороннем. Принимает участие в повороте.